# Ernesto Formenti
Ernesto Formenti (ur. 2 sierpnia 1927 w Cesano Maderno, zm. 5 października 1989 w Mediolanie) – włoski bokser, złoty medalista letnich igrzysk olimpijskich w 1948 w Londynie w kategorii piórkowej. W półfinale pokonał Polaka Aleksego Antkiewicza (późniejszego brązowego medalistę), natomiast w finale zwyciężył z reprezentantem ZPA Dennisem Shepherdem.
W 1949 przeszedł na zawodowstwo. W 1951 zdobył tytuł zawodowego mistrza Włoch w kategorii piórkowej, którego zrzekł się już w następnym roku. Dwukrotnie zmierzył się ze swoim słynnym rodakiem Duilio Loi, jednak przegrał oba pojedynki przez techniczny nokaut (w styczniu 1953 roku w dziewiątej rundzie, pięć miesięcy później w rundzie dziesiątej). Karierę zakończył w czerwcu 1954 roku.